# Streit Group

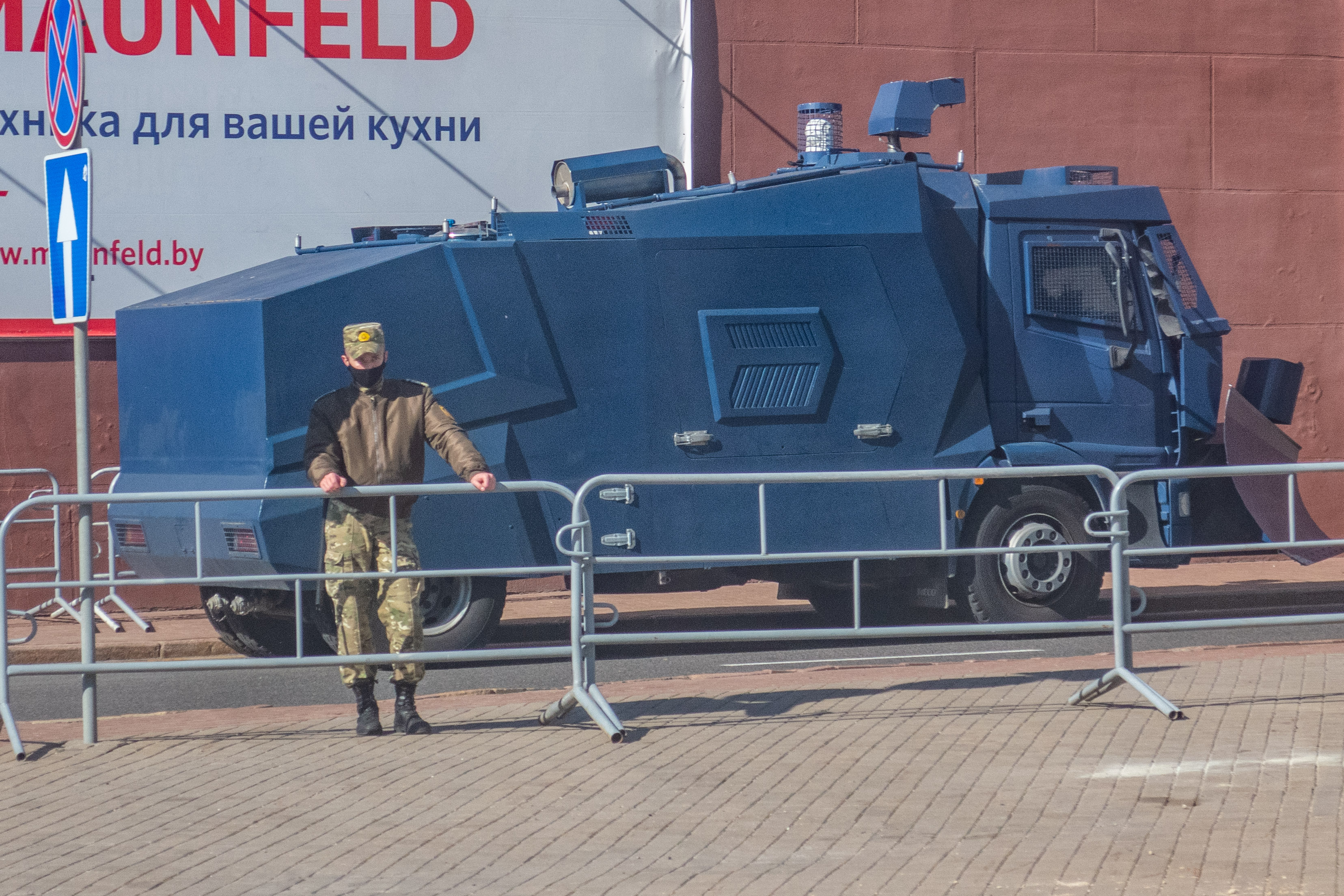
Бронированный водомёт Predator в Минске

Streit Group — канадская машиностроительная компания, осуществляющая разработку и производство бронированных и специальных машин.
Основная часть выручки компании (около 70 %) приходится на военные автомобили, на коммерческие автомобили — 30 %. Всего компания выпустила свыше 18 тыс. автомобилей.

## История
Фирма Streit была основана в Москве Германом Гуторовым как компания по импорту в Россию инкассаторских машин.
В 1992 году Гуторов эмигрировал из России в Канаду и организовал там собственное производство бронированных автомобилей. В первые годы основным рынком сбыта была Россия. Поставки также осуществлялись в Канаду и США.
Бизнес компании активно расширялся. К 2005 году у неё было 12 производственных площадок, в том числе в ОАЭ, Канаде, США, Иордании, Турции, Пакистане, Таиланде, Индонезии, Ираке.
В сентябре 2005 года компания получила производственную площадку в Москве.
В 2009 году Streit Group начала сотрудничество с российским автопроизводителем «КамАЗ».
Летом 2014 года Streit Group заключила соглашение на лицензионное производство на украинском предприятии «АвтоКрАЗ» бронемашин Streit Group Cougar (на шасси Toyota Land Cruiser 79, под наименованием KrAZ Cougar) и KrAZ Spartan (на шасси Ford 550). 22 июля 2014 года первые бронемашины KrAZ Cougar и KrAZ Spartan были представлены в Кременчуге, а затем переданы заказчику..

## Производственные мощности
В феврале 2013 года руководитель компании Г. Гуторов сообщил, что производственные мощности компании позволяют производить более 400 единиц техники в месяц
По состоянию на начало февраля 2015 года, в состав компании входят 12 производственных и сборочных предприятий в нескольких регионах мира, промышленные мощности позволяют производить свыше 500 единиц техники в месяц.

## Продукция
Помимо бронирования и переоборудования серийных автомашин, компанией разработаны и выпускаются несколько моделей колёсных бронированных машин на шасси автомобильной техники:
- Streit Group Alligator — трёхосный бронетранспортёр-амфибия, впервые представлен на выставке вооружения «Eurosatory-2016»[8]
- Streit Group Cobra — бронеавтомобиль на шасси Toyota Land Cruiser 200
- Streit Group Cougar — бронеавтомобиль на шасси Toyota Land Cruiser 79[9]
- Streit Group Gladiator — бронеавтомобиль на шасси полноприводного (4х4) грузовика Renault[8]
- Streit Group Jaguar — представлен на выставке вооружений «Eurosatory-2012» (11—15 июня 2012)[10]
- Streit Group Matador — бронетранспортёр с усиленной противоминной защитой, впервые представлен в феврале 2015 года на выставке IDEX-2015[11]
- Streit Group Predator — представлен в феврале 2013 на выставке IDEX-2013
- Streit Group Puma — бронеавтомобиль на шасси Toyota Tundra[8]
- Streit Group Scorpion — MRAP, представлен на выставке вооружений «Eurosatory-2012» (11-15 июня 2012)[12]
- Streit Group Spartan — бронемашина на шасси Ford 550, представлена в 2012
- Streit Group Typhoon — бронемашина на шасси КамАЗ (двухосный вариант представлен в 2011, трёхосный вариант — в феврале 2013 года)[13]
- Streit Group Varan — бронетранспортёр на шасси КамАЗ, в феврале 2013 был представлен на выставке вооружений IDEX-2013[13], в июне 2014 — на «Eurosatory-2014»[14]
- Streit Group Warrior — представлен в июне 2014 на выставке вооружений «Eurosatory-2014»[15]

Ещё несколько моделей представляют собой совместные разработки:
- Al Masmak (совместная разработка с «Industrial Automotive Design») — впервые представлен в 2011, в 2012 году изменённый вариант представлен под наименованием «Nyoka Mk.2»[16]
- KRAZ Raptor (совместная разработка с ОАО «АвтоКрАЗ») — бронированный вариант грузовика КрАЗ-6322[17]. Впервые представлен на международной выставке вооружений IDEX-2007[18]
- КрАЗ-Шрек (совместная разработка с ОАО «АвтоКрАЗ») — MRAP на шасси грузовика КрАЗ-5233ВЕ[19]
- KrAZ Hurricane (совместная разработка с ОАО «АвтоКрАЗ»)[8] — MRAP на шасси КрАЗ-7634НЕ с американским дизельным двигателем Cummins ISME 385, впервые представлен в феврале 2015[20]
- KrAZ Fiona (совместная разработка с ОАО «АвтоКрАЗ»)[8] — MRAP на шасси грузовика КрАЗ-6322. Демонстрационный образец впервые представлен 22 февраля 2015 на международной выставке вооружений IDEX-2015[21]
- Falcon-APC (совместная разработка с «Группой ГАЗ») — бронеавтомобиль, аналогичен экспортной модификации автомобиля «Тигр»[22][23]
- Shaman-8x8 (совместная разработка с «Авторос») — вездеход с колёсной формулой 8х8 на шинах сверхнизкого давления, экспортная модификация вездехода «Шаман»[24][25]